# 浙江大学工学部
浙江大学工学部是浙江大学的一个学部，于2008年11月由机械与能源工程学院、材料与化学工程学院、电气工程学院、建筑工程学院、航空航天学院组建而成。

## 重点学科
下设机械工程学系、材料科学与工程学系、能源工程学系、电气工程学院、建筑工程学院、化学工程与生物工程学系、海洋科学与工程学系、航空航天学院、高分子科学与工程学系九个院（系）。共有23个本科专业。有在站博士后134人，研究生3650人，全日制本科生4847人。
有9个一级学科博士点，分别为力学、机械工程、材料科学与工程、动力工程及工程热物理、电气工程、建筑学、土木工程、水利工程、化学工程与技术；有5个一级学科，为机械工程、材料科学与工程、动力工程及工程热物理、电气工程、土木工程；3个二级学科，为国家重点学科化学工程、固体力学、高分子化学与物理；生物化工二级学科是国家重点（培育）学科。
学部建有8个博士后科研流动站：力学、机械工程、材料科学与工程、动力工程及工程热物理、电气工程、土木工程、化学工程与技术、水利工程；并与理学部、信息学部共建3个博士后科研流动站：化学、电子科学与技术、控制科学与工程。

## 师资力量
截止2011年底有教职工1202人，其中专职教师705人。正高职务296人，副高职务310人。有中国科学院院士、中国工程院院士13人，“长江计划”特聘教授、讲座教授20人，国家杰出青年科学基金获得者31人，国家“百千万人才工程”入选者20人。

## 研究中心
现有55个研究所。1980年以来共获国家三大奖69项，其中一等奖2项、二等奖29项、三等奖27项，四等奖11项。
- 4个国家重点实验室：硅材料、化学工程（浙江大学）、流体传动及控制、能源清洁利用；
- 3个国家工程（技术）研究中心：二次资源化工、电力电子技术2个国家专业实验室，以及国家水煤浆工程技术研究中心、电力电子应用技术国家工程研究中心、国家电液控制工程技术研究中心；
- 3个教育部重点实验室：还建有高分子合成与功能构造、软弱土与环境土工、生物质化工；
- 2个浙江省重点实验室：先进制造技术、空间结构；
- 4个教育部工程研究中心：膜与水处理技术、嵌入式系统、表面与结构改性无机功能材料、高压过程装备与安全教育。[1]